# Андрес Станьяро
Андрес Станьяро (ісп. Andrés Stagnaro, 19 листопада 1907, Буенос-Айрес — ?) — аргентинський футболіст, що грав на позиції півзахисника. По завершенні кар'єри — футбольний тренер.
Виступав, зокрема, за клуби «Расінг» (Авельянеда) та «Рома». 

## Клубна кар'єра
Інформація про виступи Андреса Станьяро в аргентинських клубах у 1920-х роках різниться у джерелах. Є згадки про його виступи в «Чакаріта Хуніорс» і «Расінг» (Авельянеда). 
В 1931 році був проведений перший професіональний чемпіонат Аргентини, який Станьяро провів у клубі «Чакаріта Хуніорс».
В 1932 році Андрес повернувся в команду «Расінг» (Авельянеда), а у 1933 році також недовго перебував в клубі «Атланта» (Буенос-Айрес).
В тому ж 1933 році, за посередництва аргентинського футболіста італійської ««Роми»» Ніколаса Ломбардо, Станьяро отримує пропозицію приєднатися до римської команди. Разом з Андресом до «Роми» перейшли також Енріке Гвайта і Алехандро Скопеллі. Звістка про перехід провідного гравця в італійський чемпіонат викликала велике незадоволення у вболівальників «Расінга».
В складі ««Роми»» в сезоні 1933/34 років Станьяро лише періодично показував свій високий рівень гри, через конкуренцію з боку капітана римлян Фульвіо Бернардіні. Наступний сезон 1934/35 Андрес майже повністю пропустив через травму. Перед початком нового сезону в 1935 році Станьяро разом з тими ж Гвайтою і Скопеллі вирішують втекти з Італії через острах потрапити на військову службу. На той момент вони мали італійське громадянство і за новим законодавством могли бути мобілізовані.
Станьяро повернувся в «Расінг», де виступав до 1938 року. 

## Виступи за збірну
5 лютого 1933 року виступав у складі національної збірної Аргентини в товариському матчі проти збірної Уругваю. Матч завершився перемогою аргентинців з рахунком 4:1.